# Paraenasomyia australiensis
Paraenasomyia australiensis är en stekelart som först beskrevs av Girault 1914.  Paraenasomyia australiensis ingår i släktet Paraenasomyia och familjen sköldlussteklar. Inga underarter finns listade i Catalogue of Life.